# Haplopelma schmidti
Haplopelma schmidti är en spindelart som beskrevs av von Wirth 1991. Haplopelma schmidti ingår i släktet Haplopelma och familjen fågelspindlar.
Artens utbredningsområde är Vietnam. Inga underarter finns listade i Catalogue of Life.